# 2004 QE29
2004 QE29, também escrito como 2004 QE29, é um objeto transnetuniano que está localizado no Cinturão de Kuiper, uma região do Sistema Solar. Ele possui uma magnitude absoluta de 7,5 e tem um diâmetro estimado com 139 km.

## Descoberta
2004 QE29 foi descoberto no dia 19 de agosto de 2004 pelo astrônomo B. Gladman.

## Órbita
A órbita de 2004 QE29 tem uma excentricidade de 0,081 e possui um semieixo maior de 40,730 UA. O seu periélio leva o mesmo a uma distância de 37,426 UA em relação ao Sol e seu afélio a 44,034 UA.